# Kameraoperateur

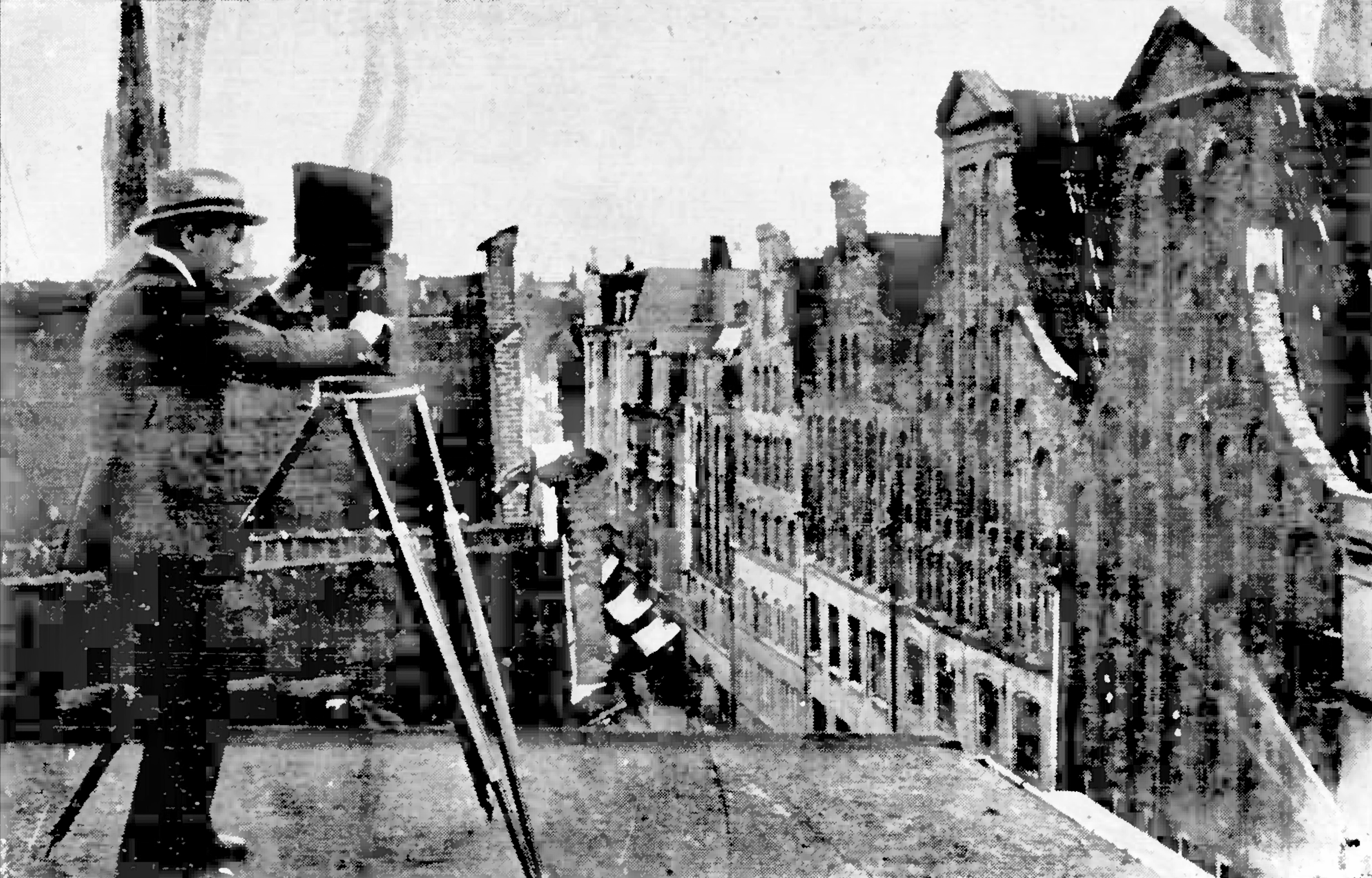
Ein Operateur bei der Aufnahme der Giebelhäuser in der lübeckischen Wahmstraße. (1919)

Der Kameraoperateur oder Schwenker bewegt die Kamera in der Filmkunst nach den Vorgaben des Kameramannes oder des Regisseurs.
Aus zwei Gründen kann es diese Position bei der Filmaufnahme geben:
- Der Kameramann will sich auf andere Dinge konzentrieren, wie zum Beispiel auf Lichtsetzung, Rhythmus oder auf Spezialeffekte
- Die konstruktionsbedingten Gegebenheiten der Kamera oder des Drehortes erfordern eine spezielle Ausbildung. Als Stichwörter hierfür seien gegeben die Unterwasserfotografie und Steadicam.

Während Kameraoperateure in der Filmkunst auch heute noch üblich sind, hat sich in der Fotografie die Berufsbezeichnung Fotoassistent durchgesetzt. 
Kameraoperateure waren dagegen in der Frühzeit der Fotografie weit verbreitet; sie bedienten den Fotoapparat, wechselten die Fotoplatten und mischten die Emulsionen, stellten die großen und schweren Kameras auf Stative und richteten ggf. die Schärfe ein.
Außenaufnahmen bedingten in den ersten Jahrzehnten der Fotografie häufig einen großen Tross an Mitarbeitern, so wie dies auch heute noch bei größeren Filmproduktionen üblich ist. Der Fotograf suchte nur das Motiv und den Kamerastandpunkt aus, während die Kameraoperateure den gesamten weiteren technischen Ablauf abwickelten. Erst Ende des 19. Jahrhunderts setzte sich vereinzelt der Brauch durch, dass die Namen der Kameraoperateure in Verbindung mit den angefertigten Fotografien genannt wurden. Auch die großen Porträtstudios beschäftigten Mitte des 19. Jahrhunderts zahlreiche Kameraoperateure, die die Aufnahmen weitgehend eigenständig nach den Vorgaben des Fotografen anfertigten.